# Alcocer de Planes
Alcocer de Planes (em castelhano) ou Alcosser de Planes (em valenciano) é um município da Espanha na província de Alicante, Comunidade Valenciana. Tem 4,39 km² de área e em 2021 tinha 243 habitantes (densidade: 55,4 hab./km²).

## Demografia
| Variação demográfica do município entre 1991 e 2004 | Variação demográfica do município entre 1991 e 2004 | Variação demográfica do município entre 1991 e 2004 | Variação demográfica do município entre 1991 e 2004 |
| --------------------------------------------------- | --------------------------------------------------- | --------------------------------------------------- | --------------------------------------------------- |
| 1991                                                | 1996                                                | 2001                                                | 2004                                                |
| 123                                                 | 122                                                 | 153                                                 | 177                                                 |